# Safe operating area
For effekthalvlederkomponenter (såsom (effekt) bipolar transistor, effekt MOSFET, thyristor eller IGBT), defineres safe operating area (SOA, sikkert driftsområde) hvor spænding og strøm betingelser forventes at kunne fungere uden selvdestruktion.
SOA bliver typisk præsenteret i transistor datablade som en kurve med VCE (kollektor-emitter spænding) på førstekoordinaten og ICE (kollektor-emitter strømmen) på andenkoordinaten; her refererer det sikre område (SOA) til området under kurven. Er der kun en SOA-kurve er det typisk for vedvarende Vce og Ice. SOA-specifikationen kombinerer de forskellige komponent begrænsninger — maksimal spænding, strøm, effekt, chip-temperatur, secondary breakdown — i én kurve, hvilket simplificerer design af beskyttelseskredsløb.
Ofte vises også separate SOA-kurver for forskellige pulsbredder (1 ms pulser, 10 ms pulser, osv.).

## Secondary breakdown
Secondary breakdown er en fejltilstand i bipolare effekttransistorer. Årsagen er større eller mindre følsomhed overfor forbedret ledningsevne for højere temperaturer i selve NPN-området eller PNP-området. I en effekttransistor med stort basisemitterareal og for visse betingelser af Ice og Vce over en vis tærskel, vil strømmen koncentrere sig i små områder kaldet hotspots i basisemitterarealet. Dette forårsager lokal opvarmning som er højere end den maksimale chiptemperatur, hvilket typisk forårsager kortslutning mellem kollektor og emitter. Dette leder ofte til destruktion af transistoren. Secondary breakdown kan både forekomme ved forward og reverse basisstyring. 
Undtagen ved lave kollektor-emitter spændinger, begrænser secondary breakdown kollektorstrømmen mere end for fast effekt for enheden.
Der findes bipolare effekttransistorer som fx ring-emitter transistorer (RET), multi-emitter transistorer (MET), perforeret-emitter transistorer, large area parallel transistorer (LAPT) og emitter ballast transistorer (EBT), der har væsentlig forbedret secondary breakdown. Large area parallel transistorer bliver bl.a. produceret af det japanske firma Sanken. Af meget kendte Hi-Fi transistorer med forbedret secondary breakdown er der fx: 2SC2922, 2SA1216 og 2SC3519, 2SA1386.
Her er et par eksempler på bipolare transistorer, som har ringe secondary breakdown: MJ802 og MJ4502. Allerede ved 25V haves secondary breakdown-knækket, hvilket betyder, at transistoren MJ802, der kan tåles en afsat effekt på 200W når Vce=<25V, fx kun kan tåle en afsat effekt på ca. 50W ved 50Vce (aflæst fra datablad). Andre eksempler på transistorer med ringe secondary breakdown er NPN: BD435, BD437, BD439, BD441 - og PNP: BD436, BD438, BD440, BD442. Allerede ved Vce>20Vce sætter secondary breakdown ind.